# 德川齊彊
徳川齊彊（日语：／ Tokugawa Narikatsu，1820年6月8日—1849年3月24日），日本江戶時代大名，紀州藩第12代藩主，清水德川家第5代當主及紀州德川家第12代當主。他是第11代將軍德川家齊的第21子，母為本性院（吉江左門女）。正室為豐子（觀如院，近衛忠熙女）。他是12代將軍德川家慶的異母兄，13代將軍德川家定為其外甥。

## 經歷
當初原本欲成為水戶德川家德川齊脩的養子，不過，遭到水戶藩士的強烈反對下而失敗。文政10年（1827年）御三卿中的清水家當主德川齊明去世，繼承清水家。
弘化3年（1846年），前代清水家當主異母兄的紀州藩主德川齊順去世，作為其養嗣子繼承。然而，當時落雷擊中和歌山城的天守閣而燒掉，而使得治世極為多難。嘉永2年（1849年）3月1日（又說為同年3月27日）以30歲之齡英年早逝。養嗣子為亡兄齊順之子即後來的14代將軍德川慶福繼承。
※日期＝舊曆
- 1820年（文政3）4月28日 - 誕生。幼名：恒之丞
- 1827年（文政10）
- 10月15日 - 江戶城内清水館定居、作為同族的繼承人繼承。
- 11月15日 - 賜10萬石。
- 1834年（天保5） - 元服、賜將軍德川家齊中諱一字、齊彊。任從三位、左近衛權中將兼宮内卿。
- 1837年（天保8）8月28日 - 補任參議。
- 1846年（弘化3）
- 閏5月 - 繼承紀伊國紀州徳川家家督、為12代紀州藩主。
- 8月27日 - 昇叙從二位、轉任權大納言。
- 1849年（嘉永2）3月27日 - 薨去。享年30（滿28歳没）。法名：憲章院殿二品前亞相至徳道光大居士。墓所：和歌山縣海南市的慶徳山長保寺。